# Groupe colonial et des affaires extérieures de la Chambre des députés
 (novembre 2014).
Si vous disposez d'ouvrages ou d'articles de référence ou si vous connaissez des sites web de qualité traitant du thème abordé ici, merci de compléter l'article en donnant les références utiles à sa vérifiabilité et en les liant à la section « Notes et références ».
Le Groupe colonial et des affaires extérieures de la Chambre des députés fut organisé par Eugène Étienne au début de 1892 dans le but de s’occuper des questions coloniales et des questions de politique étrangère, prises tant isolément que dans les rapports qu’elles pouvaient avoir entre elles. Il regroupe alors 91 membres.

## Description
Le Groupe colonial - son nom courant à l’époque - était principalement constitué, à ses débuts, de colonialistes : les élus des « vieilles colonies » de l’Algérie ainsi que des villes métropolitaines ayant une attirance pour les colonies, telles que Lyon, Marseille, Bordeaux, Nantes, Le Havre. Étienne préside aux destinées du Groupe et le prince Auguste d’Arenberg, président-fondateur du Comité de l’Afrique française, devient son adjoint en tant que vice-président. 
Le groupe colonial à la Chambre ne cesse de grossir, rassemblant plus de 200 élus en 1902 et donnant à la France 75 % de ses ministres des Colonies entre 1894 et 1900. Le ministre des Affaires étrangères en est également souvent issu du Groupe colonial, qui a ses entrées aux Affaires étrangères, en particulier auprès de Gabriel Hanotaux. 
Adhèrents au Groupe colonial des députés tournant autour d’un républicanisme modéré et centriste, des hommes comme Eugène Étienne, Théophile Delcassé, Florent Guillain, Alexandre Ribot, Jean Marie Antoine de Lanessan, Paul Doumer, Albert Lebrun, Raymond Poincaré appartiennent au Groupe colonial avant 1914. En février 1898, Jules Siegfried (momentanément sénateur de la Seine-Inférieure) et Marcel Saint-Germain (sénateur d’Oran de 1900-1920), tous deux hommes d’affaires bien connus, créent un groupe colonial au Sénat afin d’établir un lien avec celui de la Chambre des députés. Ainsi les sénateurs travaillent-ils discrètement eux aussi au colonialisme.